# 左近堂絵里
左近堂 絵里（さこんどう えり、10月11日 - ）は、日本の漫画家。京都府京都市出身、京都府在住。大阪府のデザイン専門学校出身。
『猫エッセイコミック 猫ばか』（共著：2009年、新書館）に寄稿しており猫好き。

## 作品リスト

### 漫画
- 高速エイジ（『月刊ウィングス』、2003年 - 2009年刊、新書館、全9巻）
- ハイテンションプリースター（『月刊ウィングス』2005年刊、新書館、全1巻）
- 桃組プラス戦記（『Asuka』2005年5月号 - →『コミックNewtype』2017年10月23日[1] - 連載中、2006年 - 刊行中、角川書店、既刊23巻）
- 特殊郵便物承ります（『KAGUYA』、2010年刊、新書館、全1巻）
- ハカセがっ!!（『シルフ』→『COMIC it』、2011年 - 2014年刊、 アスキー・メディアワークス、既刊6巻）

### アンソロジー
- コードギアス 反逆のルルーシュ コミックアンソロジー Knight（2007年刊、角川書店）
- ライバル男子 クール戦闘アンソロジー（2009年刊、エンターブレイン）
- 猫ばか（2009年刊、新書館）
- うたの☆プリンスさまっ♪ マジLOVE1000% アンソロジー（2012年刊、アスキー・メディアワークス）
- KING OF PRISM by PrettyRhythm 4コマアンソロジー ゴールデンエイジ編（2016年刊、KADOKAWA）
- KING OF PRISM by PrettyRhythm ノベル＆イラストアンソロジー（2016年刊、KADOKAWA）
- 刀剣乱舞-ONLINE- アンソロジー ~ヒバナ舞え、刀剣男士~（2016年刊、小学館）
- 刀剣乱舞-ONLINE- アンソロジー ~本丸壱番！~（2018年刊、小学館）
- ひらがな男子 公式アンソロジー（2018年刊、KADOKAWA）

### 小説挿絵
- 双霊刀あやかし奇譚シリーズ（著：甲斐透、ウィングス文庫、2003年 - 2004年刊、新書館、全2巻）
- ダークローズ・プリンセスシリーズ（著：榎木洋子、角川ビーンズ文庫、2004年 - 2006年刊、角川書店、全2巻）
- シェオル・レジーナシリーズ（著：村田栞、角川ビーンズ文庫、2005年 - 2006年刊、角川書店、全4巻）
- マイフェア・フェアリィ（著：三千院春人、コバルト文庫、2006年刊、集英社、全2巻）
- 蒼炎の輪舞（著：榎木洋子、角川ビーンズ文庫、2006年刊、角川書店、全1巻）
- デビジェル・クロニクルシリーズ（著：津田彩葉、もえぎ文庫ピュアリー、2007年 - 2009年刊、学習研究社、全5巻）
- 悪役令嬢らしく嫌がらせをしているのですが、王太子殿下にリカバリーされてる件（著：新山さゆり、レジーナブックス、2019年、アルファポリス、全1巻）
- 歴史ゴーストバスターズ（著：あさばみゆき、ポプラキミノベル、2021年[2] - 刊行中、ポプラ社、既刊８巻）

### その他
- 丸亀城と12人のお姫さま（丸亀市のイベント用一部イラスト、2018年）[3] - 2021年3月10日配信のゲーム『まるがめクエスト〜囚われの12姫〜』でも同じイラストが使用されている。